# Ossett
Ossett est une ville anglaise située dans le comté du Yorkshire de l'Ouest et le district de la cité de Wakefield. Au recensement de 2001, sa population était de 21 076 habitants.

## Personnalités liées à cette ville
Naissances
- Eli Marsden Wilson (1877-1965), peintre et graveur.
- Cyril V. Jackson (1903-1988), astronome sud-africain.
- David Peace (né en 1967), écrivain.

## Source
- (en) Cet article est partiellement ou en totalité issu de l’article de Wikipédia en anglais intitulé « Ossett » (voir la liste des auteurs).